# 5e étape du Tour d'Italie 1999
La 5e étape du Tour d'Italie 1999 s'est déroulée le 19 mai dans les régions Calabre et Basilicate, dans le sud de la péninsule. Le parcours de 147 kilomètres reliait Terme Luigiane, dans la province de Cosenza à Monte Sirino (it), dans celle de Potenza. Elle a été remportée par le Colombien José Jaime González de la formation espagnole Kelme.

## Récit
Laurent Jalabert endosse le Maillot Rose après sa victoire d'étape la veille. L'étape revient au Colombien Chepe Gonzalez, qui a pu distancer dans les derniers hectomètres son compagnon d'échappée, le jeune Italien Danilo Di Luca.

## Classement de l'étape
| \| 1. \| Chepe Gonzalez \| \| Kelme \| en \| \| \| 2. \| Danilo Di Luca \| \| Cantina Tollo \| + \| 5 s \| \| 3. \| Laurent Jalabert \| \| ONCE \| \| 6 s \| |                  |  |               |    |     |
| 1. | Chepe Gonzalez   |  | Kelme         | en |     |
| 2. | Danilo Di Luca   |  | Cantina Tollo | +  | 5 s |
| 3. | Laurent Jalabert |  | ONCE          |    | 6 s |

## Classement général
| \| 1. \| Laurent Jalabert \| \| ONCE \| en \| \| \| 2. \| Danilo Di Luca \| \| Cantina Tollo \| + \| 7 s \| \| 3. \| Davide Rebellin \| \| Polti \| \| 14 s \| |                  |  |               |    |      |
| 1. | Laurent Jalabert |  | ONCE          | en |      |
| 2. | Danilo Di Luca   |  | Cantina Tollo | +  | 7 s  |
| 3. | Davide Rebellin  |  | Polti         |    | 14 s |